# Ли Сеун
Ли Сеун (кор. 리세웅, род. 22 декабря 1998) — северокорейский борец греко-римского стиля, бронзовый призёр летних Олимпийских игр 2024 года, чемпион Азии 2025, серебряный призёр чемпионатов Азии (2018 и 2019), бронзовый призёр Азиатских игр (2023).

## Биография
Родился 22 декабря 1998 года.
Выступает на соревнованиях с 2009 года. Представляет Корейскую Народно-Демократическую Республику. Его рост — 168 см.
В 2018 и 2019 годах стал серебряным призёром чемпионатов Азии (по греко-римской борьбе в весовой категории до 60 кг).
В октябре 2023 года на проходивших в китайском городе Ханчжоу XIX Азиатских играх стал бронзовым призёром (по греко-римской борьбе в весовой категории до 60 кг), победив в схватке за третье место казахстанского борца Айдоса Султангали.
На летних Олимпийских играх 2024 года в Париже, в весовой категории до 60 кг стал обладателем бронзовой медали. В схватке за третье место поборол венесуэльского спортсмена Райбера Родригеса.
В 2025 году победил на чемпионате Азии в весовой категории до 60 кг.